# Du som välte pinnen
Du som välte pinnen är ett seriealbum från 2014 av den svenske tecknaren Pontus Lundkvist. Det består av satiriska serier om populärkultur och partipolitik blandat med kroppshumor. Delar av materialet hade tidigare tryckts i tidningen Galago.

## Mottagande
Andres Lokko ägnade sin recension i Aftonbladet åt att kritisera proggrörelsens estetik, som han ansåg hade fått ett nytt grepp om Sveriges vänsterradikala kulturarbetare, och betraktade Lundkvist tillsammans med musikern Mattias Alkberg som två aktuella exempel på detta. Lokko skrev om Lundkvist: "Han är tveklöst tillräckligt rolig för att nå långt utanför sina likasinnades anarkoröda skara men, precis som Alkberg gör på sitt senaste punkepos, sätter han ofta ribban lite extra lågt just nu." Recensenten fortsatte: "Som tur är besitter han också förmågan och självinsikten att fnissa åt slentrianvänstern mellan dissandet av allt från adel till sociala medietroll samt älskvärt urusla ordvitsar och ren kiss- och bajshumor. ... När Lundkvist placerar sig precis mitt i nuet och är på sitt smartaste humör är han smått oslagbar. Men proggens renässans, med sin alltför avslappnade estetik, självförhärligande stämning och gränslösa didgeridookärlek – den förblir ett problem." Patrik Svensson skrev i Sydsvenskan: "Ingen kan anklaga Pontus Lundkvist för att arbeta med subtiliteter men ibland är det ju så med satir, kastar man bara en tillräckligt stor stenbumling så träffar man alltid mitt i prick på något. ... Man kan dra paralleller till Lars Hillebrand [sic], Joakim Pirinen, Jan Stenmark, Sara Granér och i stort sett alla vänsterskruvade och under bältet-verkande satirprovokatörer det senaste halvseklet. Men de gånger han verkligen får till det är Lundkvist helt sin egen."